# Pichandarkovil
Pichandarkovil es una  ciudad censal situada en el distrito de Tiruchirappalli en el estado de Tamil Nadu (India). Su población es de 17257 habitantes (2011). Se encuentra a orillas del río Kaveri, a 11 km de Tiruchirappalli y 56 km de Thanjavur.

## Demografía
Según el censo de 2011 la población de Pichandarkovil era de 17257 habitantes, de los cuales 8569 eran hombres y 8688 eran mujeres. Pichandarkovil tiene una tasa media de alfabetización del 93,57%, superior a la media estatal del 80,09%: la alfabetización masculina es del 96,34%, y la alfabetización femenina del 90,83%.